# Diplodus bellottii
Diplodus bellottii är en fiskart som först beskrevs av Franz Steindachner 1882.  Diplodus bellottii ingår i släktet Diplodus och familjen havsrudefiskar. Inga underarter finns listade i Catalogue of Life.